# Kantstolpar
Kantstolpar sitter längs med vägar och ska markera hur vägen går. Dessa ska underlätta för trafikanterna att se vägen. Kantstolparna är försedda med reflexer som ska lysa upp i mörkret. Kantstolpar kan i olika länder se olika ut.

## Kantstolpar i Sverige
|  |

Längs dubbelriktad väg är reflexerna på vänster sida formade som två prickar och på höger sida är de formade som en rektangel. Reflexerna är normalt vita, men gula eller röda vid vägkorsningar och parkeringsfickor. På motorvägar och andra enkelriktade vägar är även den vänstra kantstolpen försedd med en rektangulär reflex.  Detta för att markera att det inte är mötande trafik där. Prickarna ska symbolisera körfältet för mötande trafik. Reflexerna ska underlätta i mörkret att se vägens sträckning och därmed minska risken för s.k. singelolyckor. De kantstolpar som används i Sverige är identiska med dem som används i Tyskland förutom att där är det prickar på vänsterkanten även på motorvägar.